# Gimel-les-Cascades

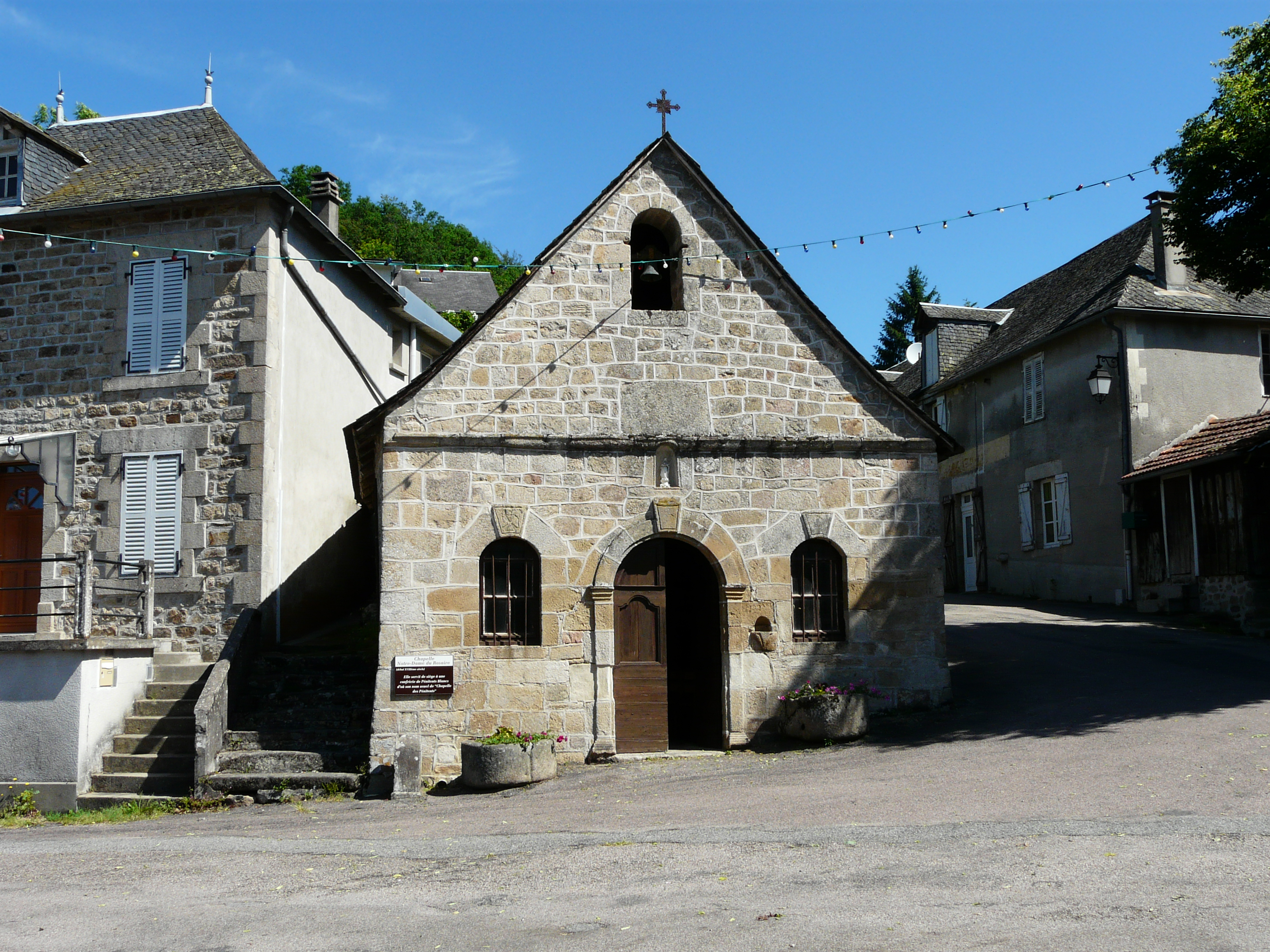
Kaplica w Gimel-les-Cascades, 2009

Gimel-les-Cascades – miejscowość i gmina we Francji, w regionie Nowa Akwitania, w departamencie Corrèze.
Według danych na rok 1990 gminę zamieszkiwało 655 osób, a gęstość zaludnienia wynosiła 31 osób/km² (wśród 747 gmin Limousin Gimel-les-Cascades plasuje się na 200. miejscu pod względem liczby ludności, natomiast pod względem powierzchni na miejscu 314.).